# Rufino Luro Cambaceres
Rufino Luro Cambaceres (Buenos Aires, octubre de 1895 - junio de 1970) fue un piloto argentino del siglo XX.
Hijo de Susana Cambaceres y Rufino Luro, alcanzó estudios universitarios, graduándose en agronomía y medicina veterinaria. Abandona Buenos Aires para radicarse en Bahía Blanca, donde realiza tareas rurales y prácticas de deportes mecánicos.
En 1913, el aviador Bartolomé Cattaneo se presenta en los campos de la familia Luro y realiza una exhibición a bordo de su Blériot XI de 50 H.P.  Aquel día, Luro realiza su bautismo de vuelo. Entusiasmado por sus experiencias de navegación aérea, adquiere en 1922 un biplano Curtiss Estándar de 150 caballos que apoda «El Chara» (nombre dado al pichón de avestruz).
Recibe su formación del instructor Francisco Ragadale, en compañía de Domingo Irigoyen. Durante una reunión que tiene lugar en el Club Argentino en 1924, Luro propone la creación del Aéreo Club de Bahía Blanca, que se funda en julio de ese año. El 30 de agosto de 1926 rindió examen para ser habilitado como piloto aviador, utilizando un biplano Curtiss de 160 caballos. Tres años más tarde, en marzo de 1929, se incorporó honorariamente al Aeroposta Argentina, interviniendo en la organización de la conexión Comodoro Rivadavia-Bahía Blanca, que estaría luego prolongada  hasta Río Gallegos. Paul Vachet y Luro Cambaceres realizaron, en septiembre del mismo año, los vuelos de reconocimiento por encima de la región comprendida entre Bahía Blanca y Comodoro Rivadavia.
Como consecuencia del vuelo inaugural sobre esta línea, realizado por Saint Exupéry-Mermoz en monoplano LATE 25 y 28, las conexiones ulteriores estarán realizadas por pilotos argentinos. En agosto de 1929, el director de la Aeronáutica Civil lo designa como piloto durante su viaje laboral por las provincias del norte.
En 1931, el Gobierno Nacional encarga a Luro Cambaceres la dirección de la Aeroposta Argentina. Ese mismo año, aterriza en Ushuaïa, realizando el primer vuelo con escala a Río Grande. El 18 de marzo de 1934, un documento firmado por el Ministro de Marina, contraalmirante Eleazar Videla y el jefe del Servicio de Aviación Naval, el capitán de fragata Marcos Zar, lo nombra Primer Piloto Aviador de la Reserva de la Armada Nacional. En 1935 se retira para integrar la Compañía Argentina de Transportes Aéreos.
Luro Cambaceres fue el primer piloto argentino en llegar a la parte más austral de América, recibiendo el sobrenombre de «Baqueano de los cielos patagones». Realizó como piloto 10 500 horas de vuelo. Su reputación llegó por su conocimiento de la región y su capacidad para llegar a destino a pesar de la niebla, la nieve o la lluvia.
Su carrera se ha desarrollado en un momento fundamental de la historia de la aviación comercial argentina, que contó con su carácter criterioso y desinteresado para realizar las operaciones sobre una región que apreciaba particularmente. Su tarea no fue fácil, debido a la carencia de información meteorológica, los vientos violentos, la cartografía poco clara y la instrumentación insuficiente de los aviones.
Rufino Luro Cambaceres contará sus experiencias a través de la literatura, con los libros Rumbo 180°, Huellas del Cielo Austral y el libro de poesía Al margen.